# Кришталів Денис Васильович
Денис Васильович Кришталів (*3 жовтня 1888, Новогеоргіївськ, Херсонська губернія — †1925) — підполковник Армії УНР.

## З життєпису
Народився у м. Новогеоргіївськ (давніше Крилів) Херсонської губернії. Закінчив Мінську гімназію, у 1914 мобілізований до російської армії. Брав участь у Першій світовій війні у складі 111-го піхотного Донського та 694-го піхотного Пінського полків. Останнє звання у російській армії — штабс-капітан.
З 11 червня 1918 — старшина 4 пішого Холмського полку армії Української Держави, згодом — старшина 3 Берестейського полку армії Української Держави.
Закінчив Інструкторську школу старшин (3 січня 1919).
З 17 січня 1919 — старшина Звягільського пішого полку Дієвої армії УНР, з 18 лютого 1919 — старшина 3 Берестейського полку Дієвої армії УНР, з 17 січня 1919 — старшина 1 пішого збірного Північного загону Дієвої армії УНР, у складі якого брав участь у Першому Зимовому поході.
З 18 лютого 1920 — начальник господарської частини штабу Дієвої армії УНР.
Станом на 28 лютого 1922 — приділений до штабу 5 Херсонської дивізії Армії УНР.
Похований на українському військовому цвинтарі у Щепіорно.